# Pケルト語
Pケルト語（Pケルトご）とは、インド=ヨーロッパ語における/kw/の音を/p/の音で使っていたケルト語の一派を指し、ウェールズ語、コーンウォール語、ブルトン語が含まれる。これに対して、アイルランド語、ゲール語、マンクス語などは、/p/の代わりに/q/の音を使っていたため、Qケルト語という。

## 概要
古代ギリシア時代にヨーロッパの中部から拡散していったケルト人という民族の共通言語が、年代を経るうちに現代ケルト諸言語に分かれていった。この現代ケルト語に二派がある。一方が、アイルランド語、スコットランドのゲール語とマン島語を含むQケルト語で、もう一方がPケルト語である。
現代のPケルト語はブリソン諸語(Brythonic)と総称され、
- ウェールズ語
- コーンウォール語
- ブルトン語

を含んでいる。これに対してQケルト語に属する一群をゴイデル諸語(Goidelic)と称する。
6世紀、フランス語以前に、地域で支配的であったPケルト言語に属すガリア語が滅び、18世紀までには、やはりPケルト語的なコーンウォール語が滅んだ。
消滅した大陸ケルト語もPケルト語だった（ただしケルティベリア語はQケルト語だったらしい）。
Pケルト語をQケルト語と比べると、インド・ヨーロッパ祖語 (PIE) から受け継いだ「*kʷ」という音素が、Qケルト語では「k」のように発音されるのに対し、Pケルト語においては「p」のような発音になった。たとえば、数の「4」(PIE *kʷetwer-)は：
- 古ウェールズ語 petguar（ウェールズ語 pedwar）
- コーンウォール語 peswar
- ブルトン語 pevar
- 大陸ケルト語 petru-

のように「p」が現れる。これに対してQケルト語では
- 古アイルランド語 cethir （アイルランド語 ceathair）

のように「k」が現れる。